# Pirata montanoides
Pirata montanoides är en spindelart som beskrevs av Banks 1892. Pirata montanoides ingår i släktet Pirata och familjen vargspindlar. Inga underarter finns listade i Catalogue of Life.